# Werner Röglin
Werner Röglin (* 23. April 1938; † 20. Dezember 2011) war ein deutscher Schauspieler.

## Leben
Röglin absolvierte eine Ausbildung zum Schauspieler. In verschiedenen Fernsehfilmen war Röglin in den 1970er und 1980er vertreten. Vorwiegend spielte er verschiedene Rollen in Sexkomödien. Im Travestietheater war Röglin in München zu sehen, wo er die Klenze-Bar betrieb. 1985 erschien über Röglin die NDR-Dokumentation „Schenk mir Liebe, Monsieur – Travestie zwischen Show und Alltag“.
Röglin nahm auch eine Single auf. Röglin war mehrere Folgen Assistent in der Ali Khan Show auf tv.münchen.

## Filmografie (Auswahl)
- 1970: Abarten der körperlichen Liebe
- 1973: Geh, zieh dein Dirndl aus (Mario)
- 1973: Liebe in drei Dimensionen (Inge’s Chef)
- 1973: Liebesgrüße aus der Lederhose (Mann in der Toilette)
- 1973: Schlüsselloch-Report (Fotograf)
- 1974: Bohr weiter, Kumpel (Helmut)
- 1974: Alpenglüh’n im Dirndlrock (Wilhelm Röstli)
- 1974: Zwei im siebenten Himmel (Mitglied des Ellert-Trios)
- 1975: Was treibt die Maus im Badehaus? (Egi Kühl)
- 1977: Drei Schwedinnen in Oberbayern (Tierarzt Schorschi)
- 1977: Freude am Fliegen (Homosexueller Mann in der Telefonzelle)
- 1978: Hurra, die Schwedinnen sind da (Eginhart Kühl)
- 1978: Die munteren Sexspiele unserer Nachbarn (Salvatore Dilla)
- 1978: Das Love-Hotel in Tirol (André)
- 1979–1980: Der ganz normale Wahnsinn (vier Folgen, Kellner Henry)
- 1979: Graf Dracula (beisst jetzt) in Oberbayern (Werner Beuler)
- 1970: Spanische Oliven (Gast im Restaurant)
- 1980: Zärtlich aber frech wie Oskar (Gendarm Josef)
- 1981: Ein Kaktus ist kein Lutschbonbon (Homosexueller auf der Straße)
- 1982: Liebesgrüße aus der Lederhose 6 – Eine Mutter namens Waldemar (Waldemar)
- 1983: Plem, Plem – Die Schule brennt (Sportlehrer)
- 1984: Her mit den kleinen Schweinchen (Schwuler Polizist)